# Reino de Dalriada
Dalriada, Dal Riada o Dál Riata ( /dælˈriːədə/) fue un reino escoto existente en el norteste de Irlanda y la costa oeste de Escocia, a ambos lados del Canal del Norte desde finales del siglo V hasta mediados del siglo IX. El último rey de Dalriada, Kenneth MacAlpin consiguió unificar su reino con el de Fortriu de los vecinos pictos dando lugar al reino que sería conocido a partir de entonces como Alba o Escocia. En su apogeo, en los siglos VI y VII, abarcaba lo que hoy es Argyll ("costa de los gaélicos") en Escocia y parte del condado de Antrim en Irlanda del Norte. Tras un periodo de expansión, Dál Riata acabó asociándose con el reino gaélico de Alba.
Argyll está formado por cuatro tribus principales, cada una con su propio jefe: el Cenél nGabráin (con base en Kintyre), el Cenél nÓengusa (con base en Islay), el Cenél Loairn (que dio su nombre al distrito de Lorne, Scotland) y el Lorne, Scotland (que dio su nombre a Cowal). Se cree que la fortificación de Dunadd fue su capital. Otros fuertes reales eran Dunollie, Dunaverty y Dunseverick. Dentro de Dál Riata se encontraba el importante monasterio de Iona, que desempeñó un papel clave en la difusión del cristianismo celta por el norte de Gran Bretaña y en el desarrollo del arte insular. Iona fue un centro de aprendizaje y produjo muchos manuscritos importantes. Dál Riata tenía una fuerte cultura marinera y una gran flota naval.
Se dice que Dál Riata fue fundada por el legendario rey Fergus Mór (Fergus el Grande) en el siglo V. El reino alcanzó su apogeo bajo el mando del rey Áedán mac Gabráin (r. 574-608). Durante su reinado, el poder y la influencia de Dál Riata crecieron; llevó a cabo expediciones navales a las Orcadas y la isla de Man, y asaltos al reino britón de Strathclyde y al reino anglo de Bernicia. Sin embargo, el rey Æthelfrith de Bernicia frenó su crecimiento en la batalla de Degsastan, en 603. Las graves derrotas en Irlanda y Escocia durante el reinado de Domnall Brecc (fallecido en 642) pusieron fin a la «edad de oro» de Dál Riata, y el reino se convirtió durante un tiempo en cliente de Northumbria. En la década de 730, el rey picto Óengus I dirigió campañas contra Dál Riata y lo sometió a la dominación picta en 741. Existe desacuerdo sobre el destino del reino a partir de finales del siglo VIII. Algunos eruditos consideran que el poder de Dál Riata no resurgió tras el largo periodo de dominación extranjera (c. 637-c. 750-760), mientras que otros consideran que sí lo hizo bajo Áed Find (736-778). Algunos incluso afirman que el Dál Riata usurpó la realeza de Fortriu. A partir de 795 hubo incursiones vikingas esporádicas en Dál Riata. En el siglo siguiente pudo producirse una fusión de las coronas de DálRiata y Pictia. Algunas fuentes afirman que Cináed mac Ailpín (Kenneth MacAlpin) fue rey de Dál Riata antes de convertirse en rey de los pictos en 843, tras una desastrosa derrota de los pictos a manos de los vikingos. La independencia del reino terminó poco después, cuando se fusionó con Pictia para formar el Reino de Alba.

Las fuentes latinas se referían a menudo a los habitantes de Dál Riata como escotos (Scoti), un nombre utilizado originalmente por los escritores romanos y griegos para los galos irlandeses que asaltaron y colonizaron la Britania romana. Tiempo después, pasó a referirse a los galos, ya fueran de Irlanda o de otros lugares. En ese sentido, se les denomina «galos» o «dál riatenses».

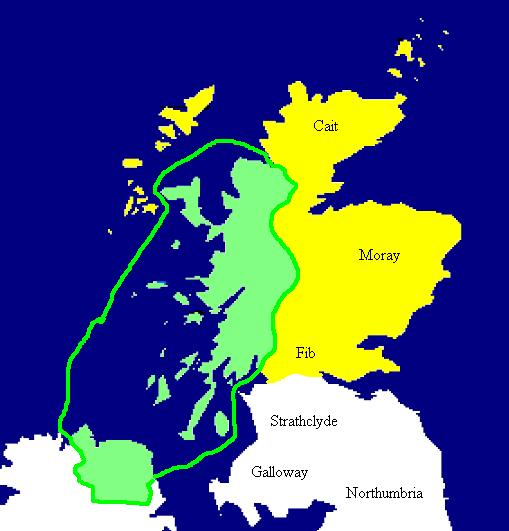
Mapa de Dalriada hacia el año 590. Las regiones pictas están marcadas en amarillo.

## Etimología
El nombre Dál Riata procede del gaélico antiguo y significa "porción de Riata". Dál forma parte de los nombres de otros territorios irlandeses, como Dál Fiatach y Dál gCais. Riata es el genitivo de un nombre tribal o de una divinidad. Beda escribió que el reino recibió el nombre de su fundador, un hombre llamado Reuda. Algunos textos en gaélico antiguo sugieren que el reino recibió el nombre de los Corcu Réti, descendientes de Domangart Réti. Otra leyenda dice que recibió el nombre de un tal Cairbre Riata.
La secuencia geológica Dalradian, término acuñado por Archibald Geikie en 1891, recibió el nombre de Dál Riata porque su formación tiene un alcance geográfico similar al del antiguo reino.

## Historia
Tradicionalmente se ha considerado que a finales del turbulento siglo V, mientras el Imperio romano de Occidente sucumbía ante el empuje de los pueblos bárbaros, un clan extenso de origen irlandés, llamado Dalriada ocupaba la costa oeste de la actual Escocia (lo que actualmente es el condado de Argyll) y establecía un reino. Los Dalriadanos provendrían del norte de Irlanda, del Úlster y más concretamente del Reino de Oriel. Los romanos llamaban escotos a los piratas y saqueadores de origen irlandés que hablaban gaélico, por lo que a los dalriadanos se les conocería posteriormente con este nombre latino, que sería el origen etimológico de la denominación de Escocia.
Actualmente hay serias discusiones sobre si los dalriadanos llegaron realmente de Irlanda a finales del siglo V o comienzos del VI. Extensos trabajos arqueológicos han fallado al tratar de probar que durante esa época se produjo una migración a gran escala desde el norte de Irlanda al oeste de Escocia. Las evidencias arqueológicas parecen demostrar por el contrario, que durante esa época hubo una continuidad en la población que habitaba la región. Por ello, algunos expertos creen que los dalriadanos eran en realidad los habitantes indígenas de Escocia occidental, y que tal vez pudieron ser descendientes de la tribu de los Epidii, que mencionaron los romanos. Sea o no cierta la leyenda sobre la invasión de Escocia, existe una ligazón lingüística incuestionable entre los dalriadanos y los irlandeses, ya que el gaélico escocés, idioma derivado de la lengua de los dalriadanos está estrechamente emparentado con el gaélico irlandés.
El rey Áedán Mc Gabrián, que reinó entre el 574 y el 608 aproximadamente, construyó una poderosa armada naval y llevó a cabo una expansiva política guerrera que le llevó a saquear la Isla de Man y las Órcadas. En tierra tuvo menos éxito, siendo derrotado en la batalla de Degsastan en 603 contra los anglos. En 637 el poder de Dalriada en el Úlster disminuyó notablemente tras su derrota ante los Uí Neill en 637 en la Batalla de Mag Rath.
Después de esas derrotas los dalriadanos se concentraron en sus tierras de Escocia, aunque conservaron una porción de territorio en Irlanda. Sus rivales eran los pictos al noreste y los anglos del reino de Bernicia al este. Por el sur su reino limitaba con el Reino de Strathclyde, un reino britano. La colina de Dunadd, en Argyll, fue probablemente la sede los reyes de Dalriada. Desde sus dominios de Argyll, los dalriadanos se extendieron por el condado de Perth, luego por el Lothian y más tarde hacia el norte por Mur y las Highlands. Esta expansión les pondría en conflicto con la población caledonia nativa, los pictos. Las largas luchas y guerras entre ambos pueblos concluirían varios siglos más tarde cuando pictos y dalriadanos (escoceses) se amalgamarían en una única nación.
Dalriada se encontraba dividido en tres señoríos denominados cenel, con un cuarto señorío añadido después:
1. el Cenél nGabráin — en Kintyre
2. el Cenél Loairne — en Lorne
3. el Cenél n-Oengusa — en Islay y Jura
4. el Cenél Comgall — en Cowal y Bute, una adición posterior.

El final del reino es confuso. Al parecer Dalriada fue conquistada por el reino picto y ambos pueblos, pictos y dalriadanos acabaron amalgamándose. Sin embargo y paradójicamente, parece ser que los dalriadanos aculturizaron a los pictos y no viceversa, ya que el idioma gaélico escocés se extendió por el antiguo territorio picto, igual que el cristianismo, ya que los dalriadanos fueron los que introdujeron esta religión procedente de Irlanda en Escocia. Kenneth MacAlpin, un dalriadano, fue el primer rey de los pictos y escotos, reinando desde 840 a 857. Su reino se denominó Alba (nombre en gaélico utilizado para Gran Bretaña) o Escocia, nombre derivado de los escotos. Los ataques vikingos contra Escocia durante el siglo X cortaron las comunicaciones marinas entre Irlanda y Escocia rompiendo definitivamente los lazos entre los territorios irlandeses de Dalriada y los propiamente escoceses. Los territorios irlandeses de Dalriada formaron un nuevo reino denominado Ulidia.

### Orígenes

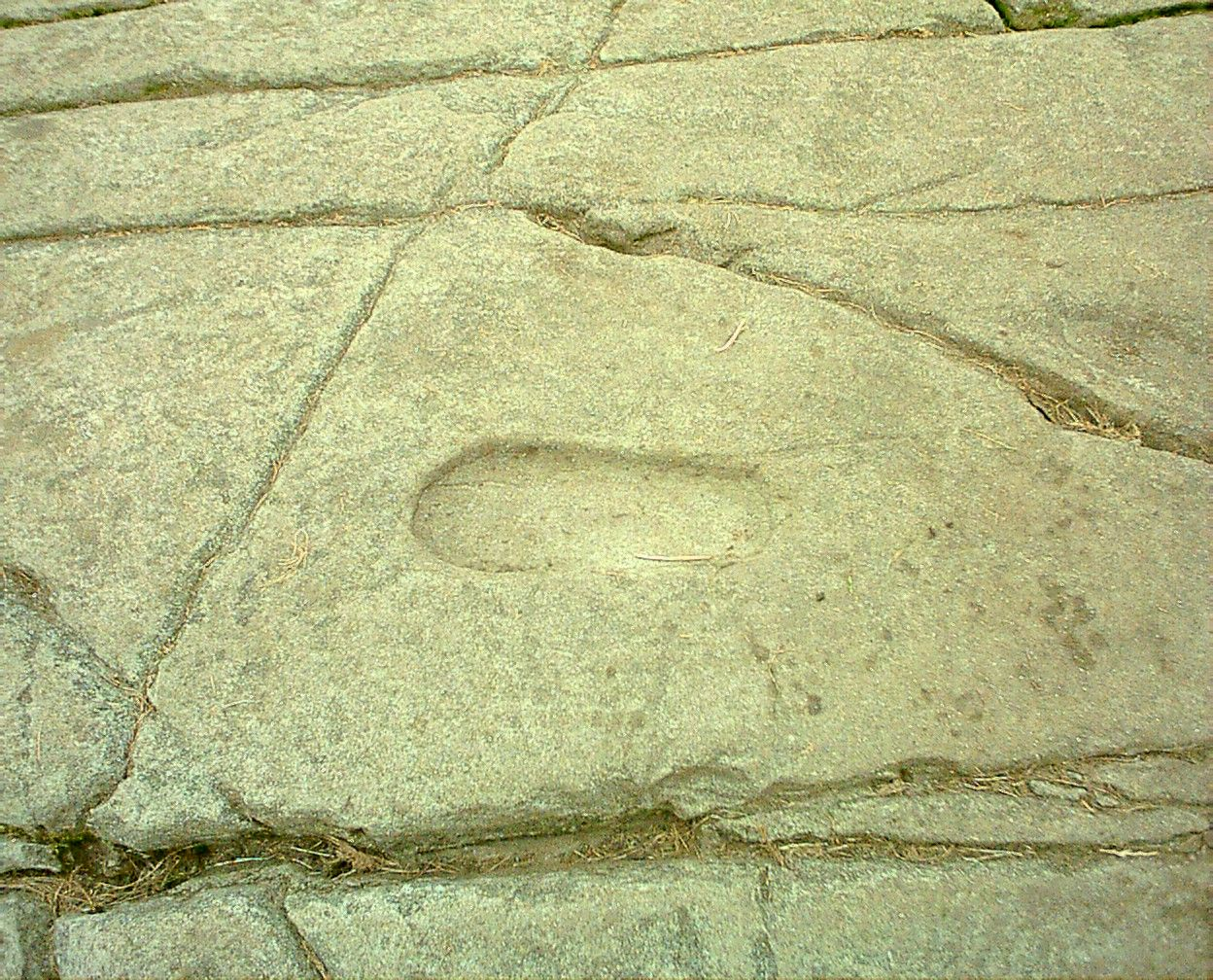
Huella (réplica) utilizada en las ceremonias de formación de reyes, Dunadd.

El Duan Albanach (Cantar de los escoceses) del siglo XI cuenta que los tres hijos de Erc de Dalriada —Fergus Mór, Loarn y Óengus— conquistaron Alba (Escocia) cerca del año 500 d. C. El escritor del siglo VIII, Beda, ofrece otro relato, probablemente más antiguo, según el cual Dálriada fue conquistada por los galos irlandeses liderados por un tal Reuda. El antiguo irlandés dál significa "porción" o "parte", y suele ir seguido del nombre de un fundador epónimo. El relato de Beda puede proceder de la misma fuente que los relatos irlandeses de Cairpre Riata y sus hermanos, los Síl Conairi (hijos/descendientes de Conaire Cóem y Conaire Mór). La historia de Dálriada pasa de mito fundacional a algo más cercano a la historia con las noticias de la muerte de Comgall mac Domangairt hacia 540 y de su hermano Gabrán hacia 560.
La versión de la historia en el Duan Albanach fue aceptada durante mucho tiempo, aunque está precedida por el relato ficticio de Albanactus y Brutus conquistando Gran Bretaña. Tradicionalmente, la presencia del gaélico en Escocia se ha considerado el resultado de una migración desde Irlanda o de una absorción por parte de las élites gaélicas irlandesas. Sin embargo, en su trabajo académico Were the Scots Irish?, el arqueólogo Dr. Ewan Campbell afirma que no existen pruebas arqueológicas o de topónimos de una migración o absorción. Esta falta de pruebas arqueológicas ya había sido señalada por el profesor Leslie Alcock. Campbell sugiere que Argyll y Antrim formaban una "provincia marítima", unida por el mar y aislada del resto de Escocia por las montañas de las Highlands, históricamente denominadas Druim Alban. Esta hipotética separación permitió mantener una lengua común a lo largo de los siglos; Argyll siguió hablando gaélico, mientras que el resto de Escocia hablaba picto u otra lengua britona. Campbell sugiere que los relatos medievales eran una especie de propaganda dinástica, construida para reforzar las pretensiones de una dinastía al trono y las reivindicaciones de Dál Riada sobre el territorio de Antrim. Aunque otros historiadores comparten esta visión de los relatos medievales, su teoría ha sido cuestionada.
El erudito irlandés Eoin MacNeill postuló que el Dál Riada escocés surgió en dos etapas. MacNeill sostiene que se fundaron asentamientos irlandeses en Argyll en la época de las incursiones irlandesas en Gran Bretaña, durante el final de la dominación romana. Más tarde, cuando estos asentamientos adquirieron mayor importancia económica y política que el territorio de origen, sus gobernantes se trasladaron de Irlanda a Argyll.
La época en que surgió Dál Riada fue de gran inestabilidad en el Úlster, tras la pérdida de territorio de los Ulaid (incluido el antiguo centro de Emain Macha) a manos de los Airgíalla y los Uí Néill. The thriving of Dalriada, pp. 47-50, señala una conquista posterior del Dál Riada irlandés desde Escocia, en el periodo posterior a la caída de Emain Macha.
Las pruebas lingüísticas y genealógicas asocian a los antepasados de los Dál Riada con los prehistóricos Iverni y Darini, lo que sugiere un parentesco con los Ulaid y una serie de reinos sombríos del lejano Munster. También se ha sugerido que los Robogdii son ancestros. En última instancia, los Dál Riada, según las genealogías más antiguas, son descendientes de Deda mac Sin, un rey prehistórico o deidad de los Érainn.

### De Druim Cett a Mag Rath

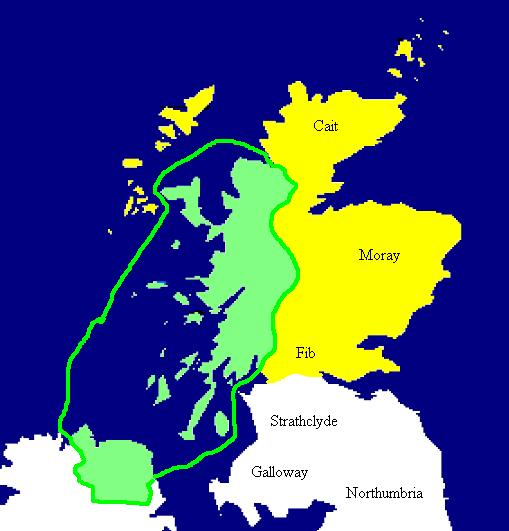
Mapa de Dál Riada en su apogeo, c. 580-600. Las regiones pictas están marcadas en amarillo.

A mediados del siglo VI, el Dál Riada de Escocia se vio seriamente amenazado por Bridei I, rey de los pictos, mientras que la parte irlandesa se enfrentó a la hostilidad del Dál nAraidi de Ulaid, lo que provocó que buscaran la ayuda de los irlandeses del norte Uí Néill. El Dál Riada alcanzó su mayor extensión en el reinado de Áedán mac Gabráin, de quien se dice que fue consagrado por Columba, a quien Áedán concedió la isla de Iona, frente a la costa de Escocia. Columba, que también era un príncipe Cenél Conaill, negoció una alianza entre Dál Riada y los Cenél Conaill, que eran la dinastía gobernante de los Uí Néill del Norte, en 575 en la Convención de Druim Cett, cerca de Limavady, asistieron Columba, Áedán mac Gabráin y Áed mac Ainmuirech, rey de los Uí Néill del Norte y el Rey supremo de Irlanda.
Lo que realmente se discutió en Druim Cett es objeto de debate, con varias sugerencias de que se trataba de: determinar el estatus constitucional de ambas partes del Dál Riada; determinar el estatus del Dál Riada irlandés sólo con que tuviera su propio rey; que el Dál Riada se independizara del Rey supremo de Irlanda; que la parte irlandesa de Dál Riata pagaría tributo al Rey supremo y le apoyaría con fuerzas terrestres, y que la parte escocesa sería independiente pero apoyaría al Rey supremo con su flota cuando fuera necesario; la eliminación de Dál Riata del señorío de Ulaid, lo que le permitiría concentrarse en ampliar su dominio escocés. Lo cierto es que ambas partes tenían al Dál nAraidi como enemigo común.
Este pacto entre los Dál Riata y Cenél Conaill tuvo éxito, primero al derrotar a Báetan mac Cairill, rey de los Dál nAraidi, y después al permitir a Áedán realizar amplias campañas contra sus vecinos, tan lejos como las Orcadas y las tierras de los Maeatae, en el río Forth. Áedán parece haber tenido mucho éxito en la extensión de su poder, hasta que se enfrentó al rey berniciano Æthelfrith en Degsastan hacia 603. El hermano de Æthelfrith estaba entre los muertos, pero Áedán fue derrotado, y los reyes bernardos continuaron sus avances en el sur de Escocia. Áedán murió hacia 608, a la edad de 70 años. Dál Riata se extendió hasta Skye, posiblemente conquistada por Gartnait, el hijo de Áedán.
Se ha sugerido que Fiachnae mac Báetáin (fallecido en 626), Dál nAraidi, rey de Ulaid, era el señor de ambas partes de Dál Riata. Fiachnae hizo campaña contra los Northumbrianos y sitió Bamburgh, y se cree que los Dál Riata lucharon en esta campaña.
En 629, los Dál Riata sufrieron importantes pérdidas en la batalla de Fid Euin, donde los Dál nAraidi, dirigidos por Congal Cáech mac Scandláin, mataron al rey Dál Riata, así como a tres nietos de Áedán mac Gabráin. Se considera que fue un logro que el propio Dál Riata sobreviviera a esta batalla. Ese mismo año el Cenél Conaill derrotó a Congal Cáech en la batalla de Dún Ceithirn.
Dál Riata permaneció aliada con los Uí Néill del Norte hasta el reinado de Domnall Brecc, quien fue persuadido por el rey de Dál nAraidi, Congal Cáech, para que renunciara a esta alianza. En un intento de proclamarse como Rey supremo de Irlanda, Congal estableció alianzas con Dál Riata y Strathclyde, lo que desembocó en la desastrosa batalla de Magh Rath en 637, en la que Congal fue asesinado por el Rey supremo Domnall mac Áedo de los Uí Néill del Norte y provocó que Dálriata irlandés perdiera la posesión de sus tierras escocesas. También tuvo lugar una batalla en el mar en Sailtír, frente a Kintyre, en 637. Esta derrota se consideró un castigo divino por el hecho de que Domnall Brecc abandonara su alianza anterior. La política de Domnall Brecc parece haber sido dejada de lado tras su muerte en 642, en su derrota final y fatal ante Eugein map Beli de Strathclyde en Strathcarron, pues ya en la década de 730, ejércitos y flotas de Dálriada lucharon junto a los Uí Néill.
Esta derrota hizo añicos el poder de Dál Riata, así como el de Dál nAraidi, permitiendo que los Uí Néill del norte se convirtieran en la fuerza dominante en el norte de Irlanda. En el siglo X, las tierras irlandesas de Dál Riata estaban bajo el control de los Úi Tuirtri y sus clientes, los Fir Lí.

### De Mag Rath a la conquista picta
Se ha propuesto que algunos de los reyes más oscuros de Dál Riata mencionados en los Anales del Úlster, como Fiannamail ua Dúnchado y Donncoirce, pueden haber sido reyes de Dál Riata irlandeses.
Las secuelas de la batalla de Moira (Mag Rath) en lo que respecta al Dál Riata escocés parecen haber dado lugar a que éste se convirtiera en tributario de los reyes de Northumbria, lo que duró hasta que el rey picto Bruide mac Bili derrotó a Ecgfrith de Northumbria en Dun Nechtain en 685. No es seguro que esta sujeción terminara en 685, aunque se suele suponer que así fue. Sin embargo, parece que Eadberht Eating hizo algún esfuerzo para impedir que los pictos al mando de Óengus mac Fergusa aplastaran Dál Riata en 740. No está claro si esto significa que la relación tributaria no había terminado en 685, o si Eadberht sólo pretendía impedir el crecimiento del poder picto.
Dado que se ha pensado que Dál Riata absorbió Pictia para crear el reino de Alba, la historia posterior de Dál Riata ha tendido a verse como un preludio de futuros triunfos. Los anales dejan claro que los Cenél Gabraín perdieron todo monopolio anterior del poder real a finales del siglo VII y en el VIII, cuando reyes Cenél Loairn como Ferchar Fota, su hijo Selbach mac Ferchair y sus nietos Dúngal mac Selbaig y Muiredach mac Ainbcellaig se disputaron la realeza de Dál Riata. El largo periodo de inestabilidad de Dál Riata sólo terminó con la conquista del reino por Óengus mac Fergusa, rey de los pictos, en la década de 730. Tras la tercera campaña de Óengus en 741, Dál Riata desaparece de los registros irlandeses durante una generación.

### Último siglo
Áed Find puede aparecer en 768, luchando contra el rey picto de Fortriu. A su muerte en 778, Áed Find es llamado "rey de Dál Riata", al igual que su hermano Fergus mac Echdach en 781. Los Anales del Úlster dicen que un tal Donncoirche, "rey de Dál Riata" murió en 792, y ahí termina el registro. Se han propuesto numerosas teorías para rellenar las generaciones que faltan, pero ninguna de ellas se basa en pruebas muy sólidas. En el Duan Albanach y en las genealogías reales se nombran varios reyes, pero esas fuentes son bastante menos fiables. La conclusión obvia es que quienquiera que gobernara el pequeño reino de Dál Riata tras su derrota y conquista en la década de 730, sólo Áed Find y su hermano Fergus atrajeron la menor atención de los cronistas de Iona e Irlanda. Esto apoya firmemente la conclusión de Alex Woolf de que Óengus mac Fergusa "destruyó efectivamente el reino".
Es poco probable que Dál Riata fuera gobernada directamente por reyes pictos, pero se argumenta que Domnall mac Caustantín, hijo de Causantín mac Fergusa, fue rey de Dál Riata desde 811 hasta 835. Al parecer, le siguió el último rey de Dál Riata, Áed mac Boanta, que murió en la gran derrota picta de 839 a manos de los vikingos.
En el siglo IX, los pictos se estaban gaelizando, y se sugiere que hubo una fusión de los reinados dál riata y picto. Tradicionalmente, esto se atribuye a Cináed mac Ailpín (Kenneth MacAlpin), que se convirtió en rey de los pictos hacia 843. Algunas fuentes afirman que Cináed fue rey de Dál Riata durante dos años antes. Bajo la Casa de Alpin, Dál Riata y Pictia se fusionaron para formar el Reino de Alba o Escocia.

### De Dál Riata al Innse Gall
Si los vikingos tuvieron un gran impacto en Pictia y en Irlanda, en Dál Riata, al igual que en Northumbria, parecen haber sustituido por completo el reino existente por una nueva entidad. En el caso de Dál Riata, se trataba del reino de los Sudreys, fundado tradicionalmente por Ketill Finn (Caitill Find en gaélico) a mediados del siglo IX. Los Annales Bertiniani francos podrían registrar la conquista de las Hébridas Interiores, la parte marítima de Dál Riata, por los vikingos en 847.
Alex Woolf ha sugerido que se produjo una división formal de Dál Riata entre los nórdico-gaélicos Uí Ímair y los nativos, al igual que las divisiones que tuvieron lugar en otros lugares de Irlanda y Gran Bretaña, con los nórdicos controlando la mayor parte de las islas, y los gaélicos controlando la costa escocesa y las islas más meridionales. A su vez, Woolf sugiere que esto dio lugar a los términos Airer Gaedel e Innse Gall, respectivamente, "la costa de los galos" y las "islas de los extranjeros".

### Casa de Alpin
Woolf ha demostrado además que, en la época de Malcolm II, los principales ceneles de Dál Riata se habían desplazado desde el suroeste de la región (al norte de los Firths) hacia el norte, este y noreste, con el Cenel Loairn remontando el Great Glen para ocupar Moray, la antigua y a veces todavía Fortriu, una rama de Cenel nGabhrain ocupando el distrito conocido como Gowrie y otra en el Condado de Fife, Cenel nOengusa dando su nombre a Circin como el Condado de Angus, Cenel Comgaill ocupando el Condado de Strathearn, y otro pariente menos conocido, Cenel Conaing, probablemente trasladándose al Condado de Mar.

## Gente, tierra y mar

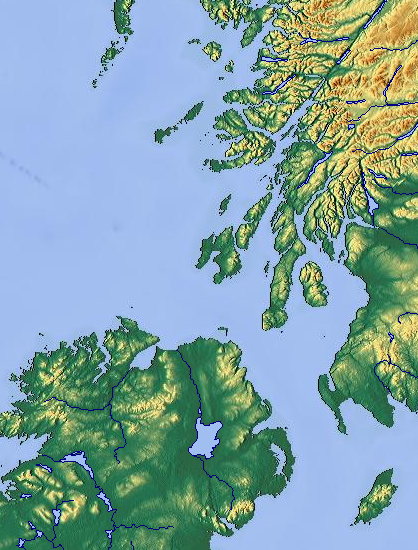
Úlster y Hébridas.

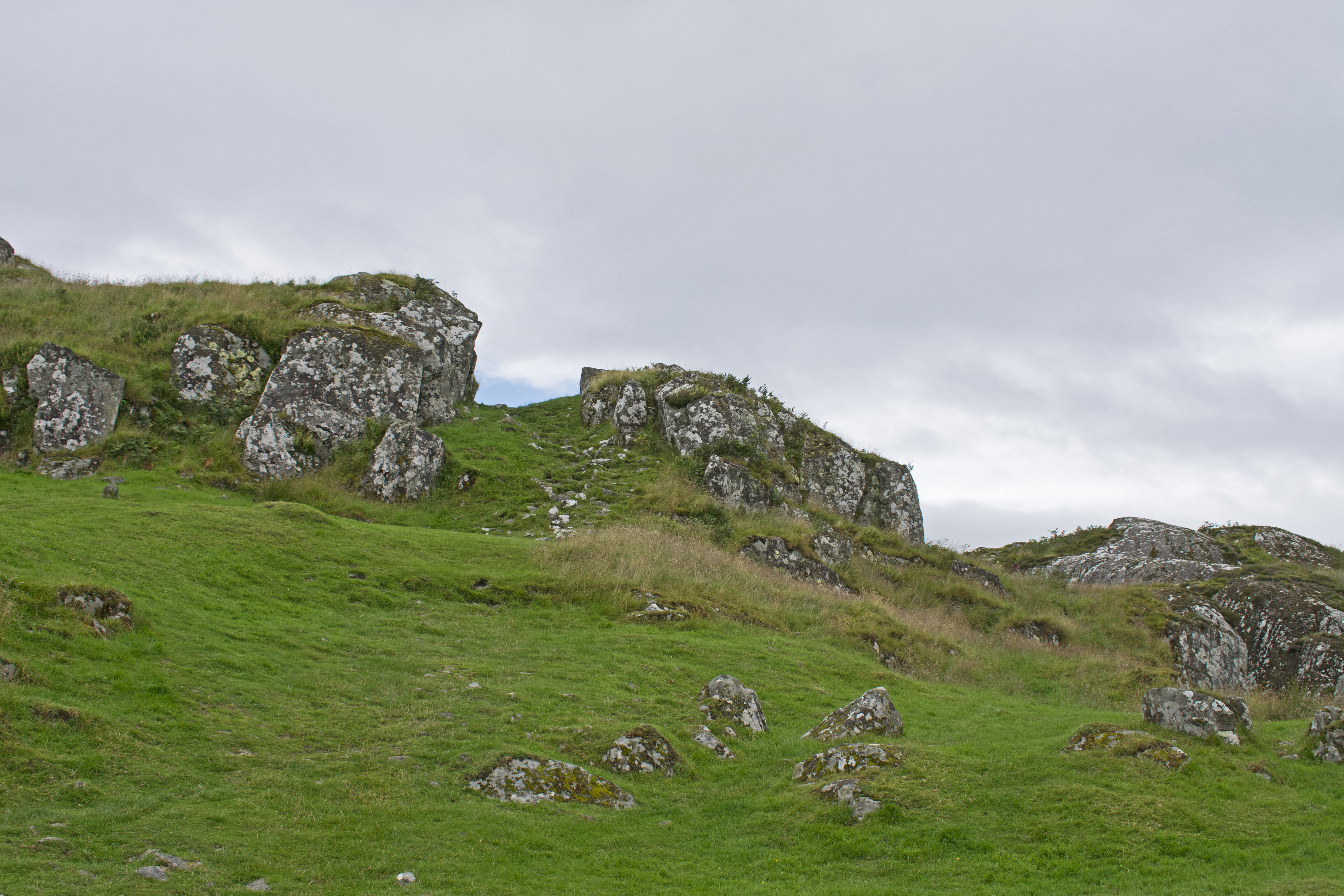
El castro de Dunadd.

Dál Riata abarcaba el Canal del Norte e incluía partes del oeste de Escocia y el noreste de Irlanda. En Escocia, correspondía aproximadamente a Argyll (de Airer Goídel, "costa de los galos") y más tarde creció hasta incluir Skye. En Irlanda, abarcaba el noreste del condado de Antrim, aproximadamente las baronías de Cary y Glenarm.
El paisaje humano moderno de Dál Riata difiere mucho del de primer milenio. La mayoría de la gente vive hoy en asentamientos mucho más grandes que los que se conocían en los primeros tiempos, mientras que algunas zonas, como Kilmartin Glen, y muchas de las islas, como Islay y Tiree, pueden haber tenido tantos habitantes como en la actualidad. Muchos de los pequeños asentamientos han desaparecido, de modo que el campo está mucho más vacío que antaño, y muchas zonas que antes se cultivaban están ahora abandonadas. El paisaje físico no es totalmente el mismo: el nivel del mar ha cambiado, y la combinación de erosión y sedimentación habrá alterado considerablemente la forma de la costa en algunos lugares, mientras que la acumulación natural de turba y los cambios provocados por el hombre debido a la tala de turba han alterado los paisajes del interior.
Como era normal en la época, la agricultura de subsistencia era la ocupación de la mayoría de la población. La avena y la cebada eran los principales cultivos de cereales. El pastoreo era especialmente importante, y la trashumancia (el movimiento estacional de personas con su ganado entre pastos fijos de verano e invierno) era la práctica habitual en muchos lugares. Algunas zonas, sobre todo Islay, eran especialmente fértiles y se disponía de buenos pastos durante todo el año, al igual que en Irlanda. Tiree fue famosa en épocas posteriores por su avena y cebada, mientras que las islas más pequeñas y deshabitadas se utilizaban para criar ovejas. La zona, hasta hace poco, destacaba por sus pesquerías costeras y por la abundancia de mariscos, por lo que es probable que el marisco fuera una parte importante de la dieta.
El Senchus fer n-Alban enumera tres grupos principales de parientes en Dál Riata en Escocia, a los que se añadió un cuarto más tarde:
- Los Cenél nGabráin (parientes de Gabrán) en Kintyre, que afirmaban descender de Gabrán mac Domangairt.
- Los Cenél nÓengusa (parientes de Óengus) en Islay y Jura, que reivindicaban la ascendencia de Óengus Mór mac Eirc.
- Los Cenél Loairn (parientes de Loarn) en Lorne, quizás también en Mull y Ardnamurchan, quienes reivindicaban su ascendencia de Loarn mac Eirc.
- Los Comgall mac Domangairt (parientes de Comgall) en Cowal y Bute, una adición posterior, quienes reivindicaba su ascendencia de Comgall mac Domangairt.[48] Es posible que se expandieran hacia el este, hacia Strathearn, durante el siglo VIII.[49]

El Senchus no enumera ningún linaje en Irlanda, pero sí un linaje aparentemente muy menor llamado Cenél Chonchride en Islay, descendiente de otro hijo de Erc, Fergus Becc. Otro linaje, el Cenél Báetáin de Morvern (más tarde Clan MacInnes), se separó del Cenél Loairn más o menos al mismo tiempo que el Cenél Comgaill se separó de su linaje matriz. El distrito de Morvern se conocía antiguamente como Kinelvadon, en honor al Cenél Báetáin. El Cenél Loairn puede haber sido el mayor de los "tres linajes", ya que el Senchus menciona que se dividió en Cenél Shalaig, Cenél Cathbath, Cenél nEchdach y Cenél Murerdaig. Entre los Cenél Loairn también enumera a los Airgíalla, aunque no está claro si debe entenderse que se trata de colonos irlandeses o simplemente de otra tribu a la que se aplicó la etiqueta. Bannerman propone un vínculo con los Uí Macc Uais. El significado de Airgíalla, 'dadores de rehenes', aumenta la incertidumbre, aunque hay que observar que, al parecer, sólo una agrupación en Irlanda recibió este nombre y, por lo tanto, es muy poco frecuente, lo que quizá apoye la hipótesis de los Uí Macc Uais. No hay razón para suponer que se trate de una lista completa o exacta.
Cuatro lugares de Dál Riata pueden haber estado asociados a la realeza: Dunadd, Dunollie, Dunaverty y Tarbert. Entre ellos, Dunadd parece haber sido el más importante. Se ha excavado parcialmente y se han encontrado armas, molinos de mano y muchos moldes para la fabricación de joyas, además de fortificaciones. Otros materiales de gran valor eran la cristalería y las ánforas de vino procedentes de la Galia, y en mayores cantidades que las halladas en otros lugares de Gran Bretaña e Irlanda. Otros centros menores eran Dun Ollaigh, sede de los reyes del Cenél Loairn, y Dunaverty, en el extremo sur de Kintyre, en las tierras del Cenél nGabráin. El principal centro real de Irlanda parece haber estado en Dunseverick (Dún Sebuirge).
Dál Riata tenía una fuerte cultura marinera, tribal y pirata, y era un archipiélago con muchas islas y penínsulas. Esto, unido a la dificultad de los viajes por tierra, hacía que viajar por mar fuera el medio más fácil para desplazarse cualquier distancia. Además del comercio a larga distancia, el comercio local también debió de ser importante. Las currach eran probablemente las embarcaciones marítimas más comunes, y en aguas interiores se utilizaban pateras y coracles. Diversas fuentes dan testimonio de grandes barcos de madera, llamados "barcos largos", quizá similares a los barcos vikingos del mismo nombre. Dál Riata contaba con una gran flota de guerra tripulada por marineros expertos, capaz de emprender expediciones de largo alcance. Disponía de un sistema organizado de dotación de la flota. Las casas se agrupaban en veintenas a efectos de reclutamiento naval, y cada grupo debía aportar una cuota de 28 remeros.

## Religión y arte

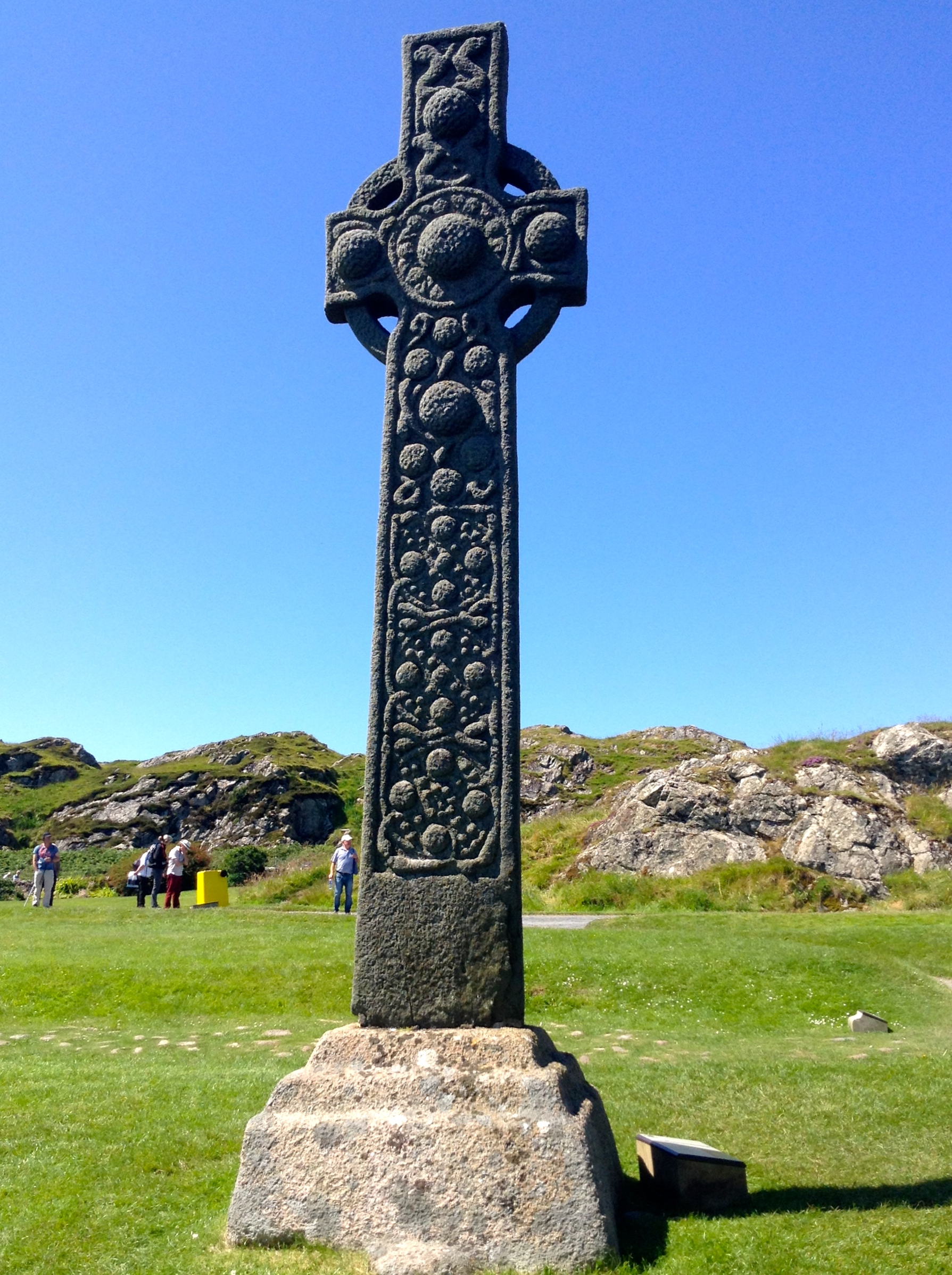
Cruz de San Martín del en Iona.

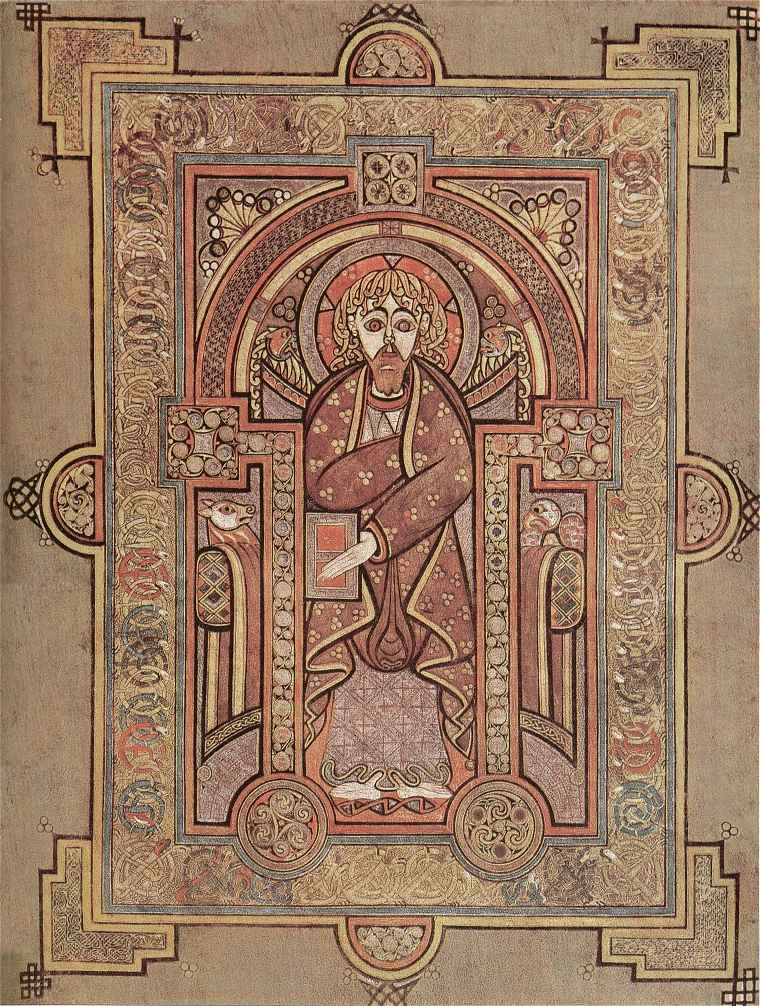
San Mateo, folio 28v del Libro de Kells.

No existen testimonios escritos de la Dál Riata precristiana, y los primeros que se conocen proceden de los cronistas de Iona y de los monasterios irlandeses. En tiempos de San Patricio, los reyes de Dál Riata se creían descendientes de dioses celtas, y los paganos de la región consideraban sagradas ciertas fuentes y "arboledas habitadas por espíritus", llamadas bosques sagrados.
Life of St Columba de Adomnán da a entender la existencia de un Dál Riata cristiano. La figura de Columba ocupa un lugar destacado en la historia del cristianismo en Dál Riata. En Life de Adomnán, aunque útil como registro, no pretendía servir como historia, sino más bien como hagiografía. Dado que la redacción de las vidas de los santos en la época de Adomnán no había alcanzado las fórmulas estilizadas de la Alta Edad Media, Life contiene gran cantidad de información de valor histórico. También es una fuente lingüística vital que indica la distribución de los topónimos gaélicos y celtas-p en el norte de Escocia a finales del siglo VII. Es famoso el hecho de que Columba necesitara un traductor cuando conversaba con un habitante de Skye. Esta prueba de la existencia de una lengua no gaélica se ve corroborada por la presencia de topónimos célticos en la remota tierra firme frente a la isla.
La fundación de Iona por parte de Columba, dentro de los límites de Dál Riata, aseguró que el reino sería de gran importancia en la difusión del cristianismo en el norte de Gran Bretaña, no sólo en Pictia, sino también a Northumbria, a través de Lindisfarne, a Mercia, y más allá. Aunque el monasterio de Iona pertenecía al Cenél Conaill de los Uí Néill septentrionales, y no a Dál Riata, tenía estrechos vínculos con el Cenél nGabráin, vínculos que pueden hacer que los anales no sean del todo imparciales.
Si Iona fue el mayor centro religioso de Dál Riata, no fue ni mucho menos el único. Lismore, en el territorio del Cenél Loairn, era lo suficientemente importante como para que la muerte de sus abades se registrara con cierta frecuencia. También se sabe que Applecross, probablemente en territorio picto durante la mayor parte del periodo, y Kingarth, en Bute, fueron lugares monásticos, y se conocen por los anales muchos lugares más pequeños, como en Eigg y Tiree. En Irlanda, Armoy fue el principal centro eclesiástico en los primeros tiempos, asociado con San Patricio y con San Olcán, de quien se dice que fue el primer obispo de Armoy. Armoy fue un importante centro temprano, pero más tarde decayó, eclipsado por los monasterios de Movilla (Newtownards) y Bangor.
Además de su importancia espiritual primordial, no se puede desdeñar el significado político de los centros religiosos. El prestigio de estar asociado al santo fundador no era de poca importancia. Los monasterios representaban una fuente de riqueza y prestigio. Además, el aprendizaje y la alfabetización que se encontraban en los monasterios servían como herramientas útiles para los reyes ambiciosos.
El manuscrito ilustrado del Libro de Kells probablemente se empezó a escribir en Iona, aunque no por Columba, como dice la leyenda, ya que data de alrededor del año 800 d. C. Es posible que se encargara para conmemorar el bicentenario de la muerte de Columba en 597. Lo fuera o no, Iona fue sin duda importante en la formación del arte insular, que combinaba elementos mediterráneos, anglosajones, celtas y pictos en un estilo del que el libro de Kells es un ejemplo tardío.
En cuanto a otras artes, se conservan varias esculturas que dan una impresión de la obra de Dál Riata. La Cruz de San Martín, en Iona, es la alta cruz mejor conservada, probablemente inspirada en las cruces exentas de Northumbria, como la Cruz de Ruthwell, aunque existe una cruz similar en Irlanda (Ahenny, condado de Tipperary). La Cruz de Kildalton, en Islay, es similar. Una losa esculpida en Ardchattan parece mostrar fuertes influencias pictas, mientras que la Cruz de Dupplin, se ha argumentado, muestra que las influencias también se movieron en la dirección opuesta. Se cree que en Dunadd se crearon finos trabajos de metal hiberno-sajones, como broches penanulares.
Además de los emplazamientos monásticos, existe un número considerable de iglesias, no sólo por las pruebas arqueológicas, sino también por la evidencia de los topónimos. El elemento "kil", del gaélico cill, puede asociarse en muchos casos a las primeras iglesias, como en Kilmartin, junto a Dunadd.

## Reyes de DálRiada
- Erc (desconocido-474)
- Loarn (474-501)
- Fergus Mor I (501-501)
- Domangart I (501-507)
- Comgall (507-538)
- Gabhran (538-558)
- Conall I (558-574)
- Aedan de Dalriada (574-608)
- Eochaid I (608-629)
- Connad (629)
- Domnall I (629-642)
- Ferchar I (642-650)
- Dunchad (650-654)
- Conall (650-660)
- Domangart II (660-673)
- Maelduin (673-688)
- Domnall II (688-695)
- Ferchar II (695-697)
- Eochaid II (697)
- Ainbcellach (697-698)
- Fiannamail (698-700)
- Selbach (700-723)
- Dungal (723-726)
- Eochaid III (726-733)
- Alpin I (733)
- Muiredach (733-736)
- Eogan (736-739)
- Aed (739-778)
- Fergus II (778-781)
- Eochaid IV (781)
- Caustantín (781-820), también rey de los Pictos
- Óengus (820-834), también rey de los Pictos
- Drust (834-837), también rey de los Pictos
- Eoganan (837-839) (véase también Uen)
- Alpin II (839-841)
- Kenneth I (841-858), primer rey de toda Escocia

## En la ficción
En la novela de 1965 de Rosemary Sutcliff, The Mark of the Horse Lord, los Dál Riada sufren una lucha interna por el control de la sucesión real y un conflicto externo para defender sus fronteras contra los caledonios.
En la novela de aventuras históricas de Rosemary Sutcliff, El águila de la novena legión (1954), un joven oficial romano busca recuperar el estandarte perdido del águila romana de la legión de su padre en el norte de Gran Bretaña. La historia se basa en la supuesta desaparición de la Legio IX Hispana en las Tierras Altas escocesas cerca del final de la ocupación romana. La novela fue adaptada por Jeremy Brock en la película The Eagle (2011).
En las novelas Kushiel (una serie, que comienza con Kushiel's Dart, 2001), de Jacqueline Carey, los Dalriada del Reino de Alba ocupan un lugar destacado en un matrimonio real y la posterior alianza con Francia (conocida en la serie como "Terre d'Ange").
En la serie de Julian May Saga of Pliocene Exile, el mundo natal del no nacido Aiken Drum es un planeta de etnia escocesa llamado Dalriada.
En la serie de televisión Lost Girl, el pub donde se mezclan los Fae de Luz y los Fae de Oscuridad se llama DálRiata, en honor al antiguo reino.
En la trilogía Dalriada (2006-2008), de Jules Watson, se relatan tres siglos durante la época de la invasión romana de Gran Bretaña.
En Escocia se rodó un largometraje de fantasía titulado Dalriata's King, más tarde The Gaelic King, con una historia basada vagamente en el primer rey de los escoceses. Se estrenó en 2017.
Dál Riata es una nación jugable en el videojuego 4X Crusader Kings II de Paradox Interactive. En la fecha de inicio más temprana, 769 con el DLC de Charlemagne, son un pequeño reino independiente católico irlandés gobernado por Áed Find, que comprende las Hébridas y Argyll. El juego también utilizará Dál Riata para referirse al Ducado de las Islas siempre que el principal señor del reino sea irlandés.
Dalriada es el nombre de un grupo húngaro de folk metal, Dalriada.
Dalriada es el nombre de una incursión introducida en Final Fantasy XIV: Shadowbringers.